# Raquel Salas Rivera
Raquel Salas Rivera   (Mayagüez, 26 de desembre de 1985) és un poeta porto-riqueny bilingüe que escriu en castellà i anglès, centrant-se en l'experiència de ser un migrant als Estats Units i l'estatus colonial de Puerto Rico. S'identifica com un porto-riqueny i filadelfià queer i de gènere no binari. Té un doctorat en Literatura Comparada i Teoria Literària per la Universitat de Pennsilvània i va ser el quart poeta en obtenir el Poet Laureate de Filadèlfia el 2018. Actualment viu a Puerto Rico.

## Educació i primers anys de vida
Raquel Salas Rivera va néixer a Mayagüez, Puerto Rico i es va traslladar a Madison, Wisconsin quan tenia 6 mesos. Durant la seva infància, va viure a Califòrnia, Nebraska, Alabama i Texas. Va tornar a Puerto Rico durant l'adolescència i la joventut, traslladant-se a Filadèlfia per estudiar un postgrau. El seu avi, Sotero Rivera Avilés, era un poeta porto-riqueny pertanyent a la Generació Guajana, igual que la seva mare, la lingüista Yolanda Rivera Castillo.
El poeta va assistir a la Universitat de Puerto Rico a Mayagüez per a la seva llicenciatura, i va tenir un paper fonamental en l'organització de protestes estudiantils en aquest campus el 2010.

## Carrera i escriptura
L'escriptura de Salas Rivera posa èmfasi en el moviment i sovint tracta temes de migració. En parlar de la seva herència, l'autor reconeix que les persones migrants tenen múltiples llars i lleialtats, i afirma que "La meva casa és Filadèlfia i la meva casa és Puerto Rico".
Prefereix escriure en castellà, i a vegades tradueix les seves obres a l'anglès. Per a lectures públiques, sovint recita obres només en castellà. Segons el poeta, "És un acte polític" que un públic de no castellanoparlants escolti una llengua que no entenen, perquè el malestar momentani es fa ressò de les lluites quotidianes dels immigrants que encara no entenen la llengua dels seu nou país. En el seu escrit, sovint deixa sense traduir algunes paraules, a les quals es refereix com a "nusos" que "resisteixen l'assimilació i la pèrdua" perquè el llenguatge i l'experiència poden estar tan estretament lligats com per desafiar la separació.
El seu treball lo terciario/the terciary se centra en la crisi del deute de Puerto Rico i l'impacte econòmic i social de la mesura del Congrés dels Estats Units de 2016 anomenada Llei PROMESA que va transferir el control de les finances i el deute pendent de l'illa a una junta de control externa. Salas Rivera va titular cada secció de llibres d'acord amb les idees econòmiques marxistes de Das Kapital: "El procés de producció de deutes", "El procés de circulació de deutes" i "Notes sobre una circulació descarrilada", començant cada poema amb una cita de Karl Marx, com una crítica i una subversió del llenguatge marxista alhora.
El poeta s'identifica com a gènere no binari i es refereix a si mateix amb el pronom "ell". Ha adoptat la paraula espanyola "buchipluma", com a neologisme d'un "boca de plomes no binari" per descriure la seva identitat de gènere. Una de les seves inspiracions és el cantant de trap llatí porto-riqueny Bad Bunny. A Salas Rivera, la poesia li ha donat "un dins", "un fora" i "un mitjà per parlar de coses", fent referència a la identitat de gènere. Mitjançant la seva escriptura i l'activisme cívic, busca "involucrar la gent dels barris de Filadèlfia" i "fer una Filadèlfia segura per a la diferència".
Durant el seu mandat com a poeta laureat de Filadèlfia, Salas Rivera va crear un festival de poesia multilingüe anomenat "We (Too) Are Philly" inspirat en l'obra " I, Too " del poeta afroamericà Langston Hughes. El festival d'estiu de 2018, organitzat conjuntament amb els poetes Ashley Davis, Kirwyn Sutherland i Raena Shirali, va comptar amb poetes de color de Filadèlfia. L'objectiu dels organitzadors era diversificar l'escena poètica per afavorir la barreja o la desegregació del públic, alhora que seleccionaven llocs rellevants per a barris concrets de Filadèlfia que normalment no acullen lectures de poesia.

## Vida personal
Salas Rivera viu a San Juan, Puerto Rico. El 2017, Salas Rivera i Allison Harris van recaptar milers de dòlars per ajudar les lesbianes, gais, bisexuals i transgènere porto-riquenys que es van veure afectats per l'huracà Maria aquell any. Gràcies als seus esforços, va poder portar 5 persones queer/transgènere als Estats Units i donar-los suport, amb l'ajuda del Centre Mazzoni. Aquell mateix any, Salas Rivera, al costat de Ricardo Alberto Maldonado, Erica Mena i Carina del Valle Schorske, va publicar Puerto Rico en mi corazón, una sèrie de cartells bilingües de poetes porto-riquenys contemporanis. Tots els beneficis de la venda de les andanes van ser donats a l'organització de base Taller Salud, per tal d'ajudar a la recuperació després de la devastació causada per l'impacte dels huracans Irma i María.

## Obres
Llibres de poesia
- 2022: antes que isla es volcán/ before island is volcano. Beacon Press, ISBN 0807014575, OCLC 1277183477
- 2020: x/ex/exis. Bilingual Press/Editorial Bilingüe.
- 2019: Puerto Rico en mi corazón, ed. Salas Rivera, Maldonado, Mena, Del Valle Schorske, Anomalous Press.
- 2019: while they sleep (under the bed is another country). Birds, LLC.
- 2018: lo terciario/the tertiary ,ISBN 9781937421274 OCLC 1055273795
- 2017: tierra intermitente/intermitent land. Ediciones Alayubia, 1a ed.
- 2017: Desdominios..Douda Correria.(Traducció al portuguès) OCLC 1076641364
- 2016: oropel/tinsel .ISBN 9780996766920 OCLC 1021770124
- 2011: Caneca de anhelos turbios ,ISBN 9781450760966 OCLC 764494213

Llibres d'artista
- Gringo Death Coloring Book, amb dibuixos d'Erica Mena i Mariana Ramos Ortiz

Treballs editorials
- #27:: Indigenous Futures and Imagining the Decolonial, coeditat amb BBP Hosmillo i Sarah Clark, Anomalous Press.
- Puerto Rico en Mi Corazón, coeditat amb Erica Mena, Ricardo Alberto Maldonado i Carina del Valle Schorske, Anomalous Press.
- The Wanderer, coeditor, 2016-2018.

Col·laborador d'antologies
- 2018: Petits cops contra el totalitarisme invasor.,ISBN 9781944211615 OCLC 1049785850

Salas Rivera també ha publicat en publicacions periòdiques com la Revista del Instituto de Cultura Puertorriqueña, Apiary, Apogee, BOAAT i la Boston Review.

## Premis i guardons
Va ser un artista resident de la residència de jazz del Kimmel Center 2018-2019, un becari de dramaturgia al programa de teatre de l'Institut Sundance al 2019, un escriptor resident al Festival de Literatura de Noruega al 2020 i un artista resident a la colònia MacDowell al 2020.
Salas Rivera va ser becari l'any 2018 del Taller de poesia CantoMundo per donar a conèixer poetes i poesia llatinx.
Salas Rivera va ser escollit com el quart poeta guardonat de Filadèlfia el 2018, sota els auspicis de la Free Library of Philadelphia. Segons el comitè de selecció, el poeta va ser escollit pel seu desig d'utilitzar la poesia per involucrar el tema de la diversitat a Filadèlfia i la seva comunitat porto-riquenya.
Va rebre el Premi Ambroggio 2018 de l'Acadèmia de Poetes Americans, en homenatge a poetes que tenen el castellà com a primera llengua, pel seu manuscrit x/ex/exis (poemas para la nación).
La seva obra lo terciario/the tertiary va ser llistada pel National Book Award for Poetry el 2018 i va guanyar el Lambda Literary Award for Transgender Poetry al 2018.
El 2019, va guanyar la beca Laureate de l'Acadèmia de poetes americans.
El seu treball while they sleep (under the bed is another country) va ser inclòs per al premi Pen America Open Book al 2020.
És l'escriptor escollit per la Fundació Art for Justice al Centre de poesia de la Universitat d'Arizona durant el 2019-2021.